# Marie-France Labrecque
Pour les articles homonymes, voir  Labrecque.
Marie-France Labrecque (née en 1949) est une anthropologue et professeure d'université québécoise.  Elle fut professeure à l'Université Laval de 1977 à 2010.

## Biographie
Marie-France Labrecque est professeure émérite de l’Université Laval et récipiendaire du prix Weaver-Tremblay de la Société canadienne d’anthropologie.

## Publications
- Marie France Labrecque. Féminicides et impunité : le cas de Ciudad Juárez. Montréal : Éditions Écosociété, 2012. 194 p.  (ISBN 9782923165820)
- Marie France Labrecque, Manon Boulianne et Sabrina Doyon. Migration, environnement, violence et mouvements sociaux au Mexique : dynamiques régionales en contexte d'économie globalisée. Québec : Presses de l'Université Laval, 2010. 369 p.  (ISBN 9782763790633)
- Marie France Labrecque. Être maya et travailler dans une maquiladora : état, identité, genre et génération au Yucatán, Mexique. Ste-Foy : Les Presses de l'Université Laval, 2005. 189 p.  (ISBN 9782763781969)
- Marie France Labrecque (sous la direction de). Économie politique féministe. Québec : Anthropologie et sociétés, Volume 25, numéro 1, 2001. 179 p.
- Marie-France Labrecque. Sortir du labyrinthe : femmes, développement et vie quotidienne en Colombie andine. Ottawa : Presses de l'Université d'Ottawa, 1997. 228 p.  (ISBN 9782760304543)
- Marie France Labrecque. L'égalité devant soi : sexes, rapports sociaux et développement international. Ottawa : Centre de recherches pour le développement international, 1994. 352 p.  (ISBN 9780889366862)
- Marie France Labrecque. Développement international : l'étude des rapports sociaux de sexe. Québec : Laboratoire de recherches anthropologiques, Département d'anthropologie, Faculté des sciences sociales, Université Laval, 1993. 338 p.  (ISBN 9782980157882)
- Marie France Labrecque. Développement, la question des femmes : le cas de la création d'unités agricoles et industrielles pour les femmes, État du Yucatan, Mexique. Ottawa : Canadian Research Institute for the Advancement of Women, 1988. 49 p.  (ISBN 9780919653177)
- Marie-France Labrecque. From peasantry to proletariat : the rural proletariat in the henequenera region of Yucatan, Mexico. Thèse (Ph.D.) - City University of New York, 1982. 464 p.